# 오논다가족

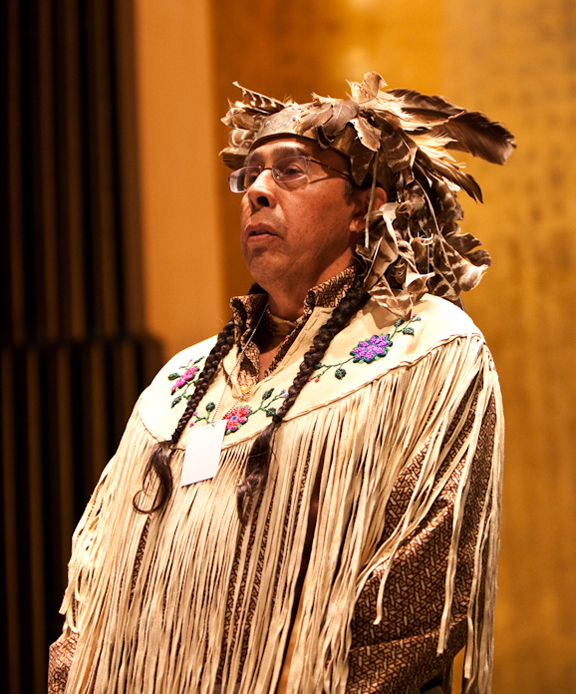

오논다가족(Onondaga people) 또는 오논다가 족은 ‘언덕에 사는 사람들’이라는 의미이며, 이로쿼이 연맹을 구성하는 여섯 부족 중 하나이다. 그들의 원래 고향은 뉴욕 오논다가 카운티에 있다. 다른 이로쿼이 부족들에게는 ‘가나다그웨니오게’로 알려져 있으며, 이 이름은 뉴욕 시라쿠스 근처나 온타리오 근처의 여섯 국가에 있는 오논다가와 대화를 할 때 차이를 알게해 준다. 중앙에 위치해 있기 때문에, 그들은 비유적인 롱하우스에서 ‘불의 수호자들’로 여겨졌다. 그들을 기준으로 카유가족이나 세네카족이 서쪽에 있고, 오네이다족과 모호크족은 동쪽에 영토를 가지고 있었다. 이러한 이유로 이로쿼이 연맹은 역사적으로 이로쿼이 오논다가에 연맹의 정부 수도에서 회합을 가졌다. 또한 오늘날의 전통을 고수하는 수장들도 마찬가지이다.

## 같이 보기
- 오논다가어